# Lesba

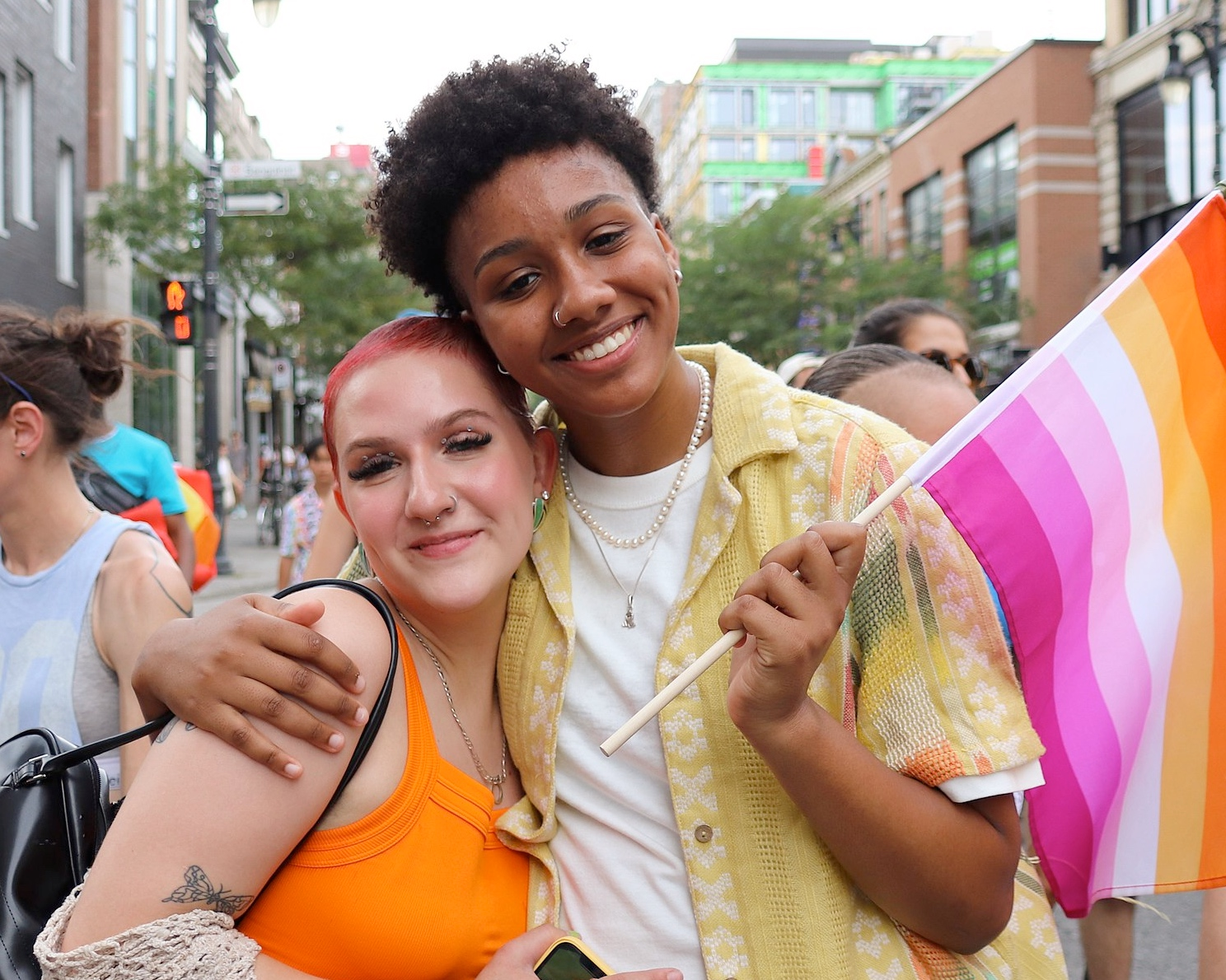
Ženský pár na montrealském průvodu hrdosti 2022

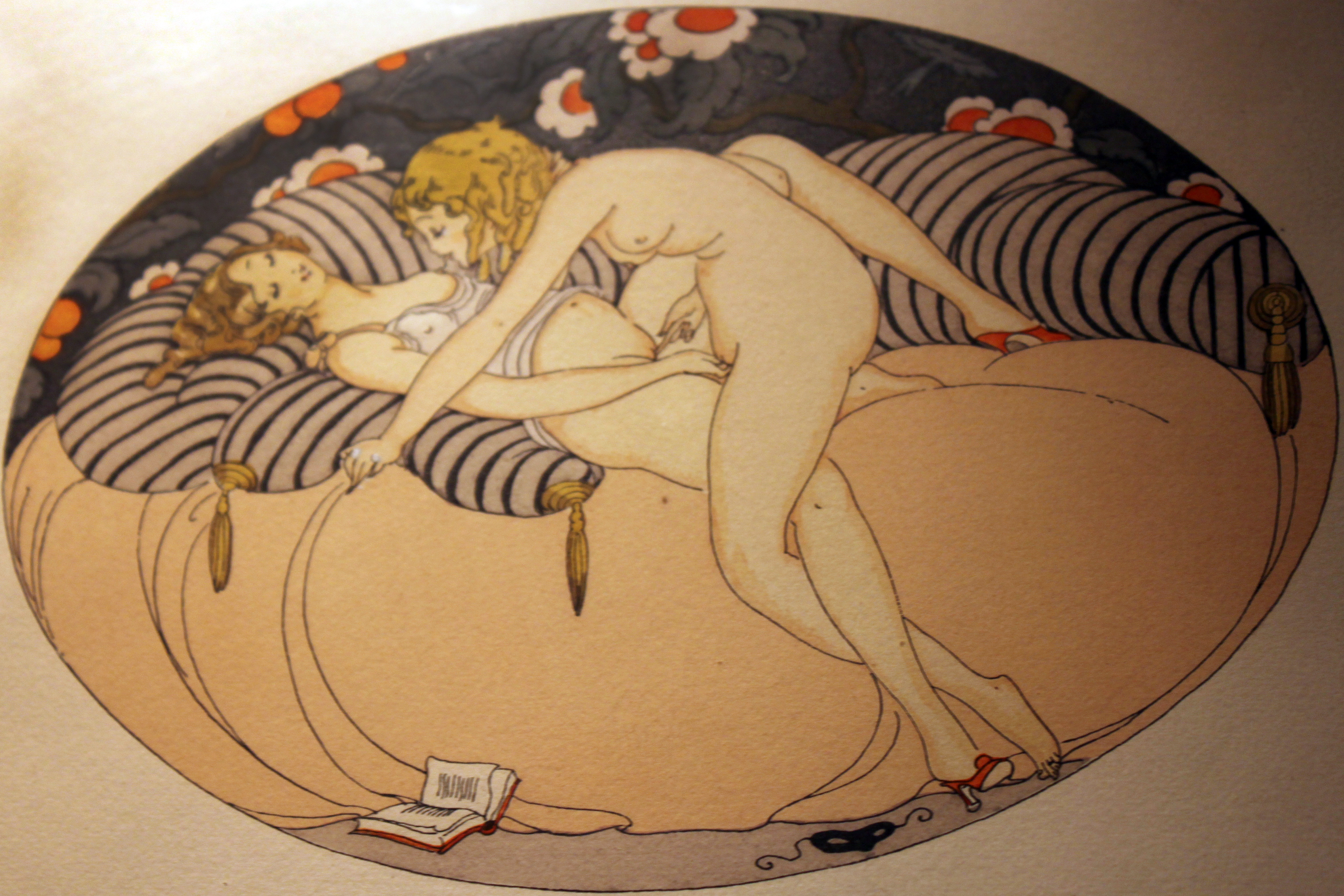
Ilustrace ze série Les Délassements d'Eros (Gerda Wegenerová, 1925)

Lesba je žena s homosexuální orientací, kterou citově a sexuálně přitahují jiné ženy. Označení lesba je odvozeno z řeckého ostrova Lesbos.

## Etymologie
Odvození výrazu od ostrova Lesbos souvisí se starověkou řeckou básnířkou Sapfó, která na ostrově žila v 6. stol. př. n. l. a v některých svých básních opěvuje ženské tělo a lásku mezi ženami. Ostrov se v této souvislosti novodobě stává turistickou destinací lesbických žen.
V češtině se vyskytuje i varianta „lesbička“. Mnoho lidí (a zejména samotných leseb) má však s tímto označením problém. Vidí v něm nevhodnou zdrobnělinu odrážející sexualizaci leseb v pornografii ze strany heterosexuálních mužů. Tvrdí, že výraz „lesbička“ konotuje nezralost, nevyspělost, která se může pojit i s nejistotou ohledně své identity, a také odráží patriarchální jazykovou dominanci, kdy zdrobnělé je vnímáno jako roztomilé, malicherné, nedůležité, dětské. Většina komunity se tak přiklání k označení „lesba“ jako neutrálnímu výrazu, byť se najdou i výjimky. I řada médií od užívání výrazu „lesbička“ dosud neupustila.

## Butch a femme
Butch a femme jsou termíny používané zejména v americké lesbické subkultuře, které slouží k označení spíše maskulinních (butch) a spíše feminních (femme) lesbických žen.

## Symbolika

Symbol dvou Venuší reprezentující lesbickou lásku.
Lesbická vlajka hrdosti vytvořená v roce 2010.[7][8]
Vlajka představená v roce 2018 s inkluzivnější barevnou kombinací reprezentující genderovou rozmanitost mezi lesbickými ženami.[9][10]

## Známé lesby
- Eva Brunneová – švédská biskupka
- Ellen DeGeneresová – americká komička
- Melissa Etheridge – americká hudebnice
- Radclyffe Hall – anglická spisovatelka
- Aneta Langerová – česká zpěvačka, vítězka první řady soutěže Česko hledá SuperStar
- Heather Matarazzo – americká herečka
- Amélie Mauresmová – francouzská tenistka
- Martina Navrátilová – česká tenistka
- Caster Semenyaová – jihoafrická atletka, dvojnásobná olympijská vítězka v běhu na 800 metrů (2012, 2016)
- Nadine Müllerová – německá atletka, dvojnásobná medailistka z mistrovství světa (2011, 2015)
- Barbora Votíková – česká fotbalová brankářka hrající za český klub SK Slavia Praha
- Lesley Gore – americká zpěvačka a herečka
- Martina Viktorie Kopecká – česká farářka CČSH, moderátorka